# Andreas Ravelli
Andreas Ravelli, född 13 augusti 1959 i Västervik, är en svensk före detta fotbollsspelare (mittback). Ravelli spelade över 200 matcher i Östers IF där han var med och vann Fotbollsallsvenskan 1980 och 1981 tillsammans med sin tvillingbror Thomas.

## Fotbollskarriär

### Klubbkarriär
Andreas Ravelli var mittback och spelade förutom i Östers IF också i IFK Göteborg, Lenhovda IF och Hovmantorp GoIF, samt svenska landslaget. 
Östers IF tog två SM-guld, 1980 och 1981, med tvillingarna Ravelli i laget.  
Efter att IFK Göteborg varit framgångsrika 1987 med både Uefacupvinst och SM-guld, behövde klubben förstärkning i försvaret, och ville egentligen köpa båda bröderna Ravelli. Inför den allsvenska säsongen 1988 köptes först Andreas Ravelli, och ett år senare spelade tvillingarna åter i samma klubb då målvakten Thomas Ravelli kom till IFK Göteborg och ersatte Erik Thorstvedt. Det blev totalt två säsonger och 38 allsvenska matcher för Andreas Ravelli i IFK Göteborg, innan han rekommenderades av läkare att avsluta sin karriär på grund av en knäskada.
Andreas Ravelli varvade ner i Lenhovda IF, men återkom till Östers IF i Kvalsvenskan 1991, och höstens matcher mot Lyon i Uefacupen, och fortsatte sedan ytterligare en säsong för Östers IF i allsvenskan 1992.

### Landslagskarriär
Andreas Ravelli debuterade i A-landslaget med ett inhopp i VM-kvalmatchen mot Israel i Tel Aviv den 12 november 1980. Han gjorde två mål i landslaget, ett i EM-kvalmatchen mot Cypern som slutade 5-0, den 15 maj 1983, samt matchens enda mål i en träningslandskamp mot Polen den 21 augusti 1985.
Andreas Ravelli fick äran att vara lagkapten i tre träningslandskamper (mot Sovjetunionen 1987, Östtyskland och Finland 1988). Den 7 maj 1989 i VM-kvalmatchen mot Polen på Råsunda, gjorde Andreas Ravelli sin 41:a och sista landskamp. Ett inhopp och en nick på Jonas Therns frispark som målvakten först räddade, och den andra inhopparen Niclas Nylén slog in returen på övertid, och Sverige vann matchen med 2-1.

## Efter fotbollskarriären
Ravelli var under säsongen 1997 huvudtränare för Östers IF i allsvenskan, men lämnade uppdraget med sex omgångar kvar, när klubben låg sist i tabellen.
Efter fotbollskarriären har Ravelli också arbetat med försäljning i olika former, bland annat som försäljningschef för Hästens Sängar och exportchef vid Orrefors Kosta Boda.
Ravelli driver också Ravelli AB tillsammans med sin bror Thomas och sina två söner. Bolaget säljer bland annat underkläder, träningskläder och heminredning och har sedan 2014 delat ut över 65 miljoner kronor till skolklasser, lag och föreningar.

## Familj
Ravellis föräldrar emigrerade från Österrike till Sverige 1952.

## Meriter
- 41 A-landskamper. (25 vinster, 10 oavgjorda, 6 förluster)
- 12 U21-landskamper

### Fotnoter
1. ↑  ”fotbollen-delade-broderna-ravelli.”. https://www.gp.se/livsstil/fotbollen-delade-broderna-ravelli.b04e4b17-2063-4c80-8dd1-1d2db1d318e4. Läst 1 juni 2025.
2. ↑  ”oster-vs-lyon/”. https://www.uefa.com/uefaeuropaleague/match/4543--oster-vs-lyon/. Läst 1 juni 2025.
3. ↑  ”meriterad-inspiration-for-unga-fotbollsspelare/”. https://www.vt.se/sport/idrottslager/artikel/meriterad-inspiration-for-unga-fotbollsspelare/rg51w50l. Läst 1 juni 2025.
4. ↑  ”svenskfotboll/spelarfakta/andreas-ravelli”. https://www.svenskfotboll.se/spelarfakta/andreas-ravelli/5b8f3f0d-35a0-4655-98dd-184e638bcb62/. Läst 1 juni 2025.
5. ↑  Podcast. Mittemot Micke #10. Intervju 2016.
6. ↑  Nilsson, Kjell (2 september 1997). ”Ravelli har gjort sitt”. Dagens Nyheter. https://www.dn.se/arkiv/sport/ravelli-har-gjort-sitt/. Läst 2 juni 2025.
7. ↑  ”Sover österrikarna i obekväma sängar?”. Svenska Dagbladet. 5 juni 2005. ISSN 1101-2412. https://www.svd.se/sover-osterrikarna-i-obekvama-sangar. Läst 2 juli 2020.
8. ↑  ”Svenskt konstglas välkomnas i Serbien”. Sveriges Radio. 15 december 2009. https://sverigesradio.se/sida/artikel.aspx?programid=83&artikel=3310540. Läst 2 juli 2020.
9. ↑  ”Ravelli - Samla pengar till klassen, laget och föreningen”. Ravelli.se. https://www.ravelli.se/. Läst 23 september 2024.
10. ↑  Jimmy Fredriksson (4 maj 2014). ”Ravelli: "Jag var rädd för att göra bort mig"” (på svenska). Expressen. https://www.expressen.se/gt/noje/ravelli-jag-var-radd-for-att-gora-bort-mig/. Läst 12 oktober 2017.